# باجرانغ بونيا
باجرانغ بونيا (مواليد 26 فبراير 1994) هو لاعب مصارعة حرة هندي، حصل على الميدالية البرونزية في وزن 65 كج في أولمبياد 2020.

## وصلات خارجية
- باجرانغ بونيا على موقع قاعدة بيانات المصارعة الدولية (الإنجليزية)
- باجرانغ بونيا على موقع اللجنة الأولمبية الدولية (الإنجليزية)
- باجرانغ بونيا على موقع أوليمبيديا (الإنجليزية)
- باجرانغ بونيا على موقع اتحاد ألعاب الكومنولث (مؤرشف) (الإنجليزية)
- باجرانغ بونيا على موقع دورة ألعاب الكومنولث 2014 (مؤرشف) (الإنجليزية)